# ماكوتو ساساكي
ماكوتو ساساكي (باليابانية: 佐々木誠) (و. 1965 – م) هو لاعب كرة قاعدة، من اليابان، ولد في كوراشيكي، أوكاياما.

## روابط خارجية
- ماكوتو ساساكي على موقع الدوري الياباني لكرة القاعدة (الإنجليزية)
- ماكوتو ساساكي على موقعبيزبول رفرنس.كوم (الدوري الثانوي) (الإنجليزية)